# Ryū Ōta
Ryū Ōta (太田 龍 [太田 竜], Ōta Ryū), 16 août 1930 – 19 mai 2009, est un militant et auteur japonais. D'abord engagé auprès de la nouvelle gauche japonaise, il s'oriente vers l'écologie politique dans les années 1980, et enfin vers le nationalisme d’extrême droite. Il est principalement connu pour la publication d'ouvrages conspirationnistes et antisémites dans les années 1990. 
Son nom peut être aussi orthographié « Ryu Ohta ».

## Biographie
Ryū Ōta, né Tōichi Kurihara (栗原 登一) à Toyohara, sur l'île de Sakhaline, est le quatrième fils de Tatsaburo Kurihara et de Tomi Kurihara (nom de jeune fille Kobayashi). Sa famille paternelle exerce depuis des siècles le métier d'herboriste dans un village intégré dans la ville de Yotsukaido, dans la préfecture de Chiba.
En 1942, il entre à l'école élémentaire de Toyohara (aujourd'hui Ioujno-Sakhalinsk). À la même époque, son frère est arrêté et renvoyé du département universitaire impérial d'Hokkaidō pour « marxisme ». En mars 1944, ses parents retournent à leur village natal dans la préfecture de Chiba. Il intègre le collège de Chiba et devient sympathisant communiste sous l'influence des livres de son frère. A la fin de la guerre, il déclare plusieurs fois que le Japon va perdre le conflit, ce qui lui vaut un lynchage de la part de ses camarades de classe, qui le voient comme un traître.
En 1945, il rejoignit la Ligue des jeunesses communistes du Japon (plus tard la Ligue des jeunesses démocratiques du Japon), puis entra au Parti communiste en 1947. En 1953, il démissionna et contribua à former la Ligue communiste révolutionnaire du Japon avec Kuroda Kan'ichi et d'autres. Il a assisté à la cinquième conférence internationale du secrétariat unifié de la Quatrième Internationale en 1958, et a proposé l'adoption de « tactiques d'adhésion » au Parti socialiste pour l'ensemble de la Ligue à son retour au Japon. Cependant, cette proposition a été rejetée et Ōta a organisé son propre parti en août 1958 avec les groupes de l'université Gakugei de Tokyo et du lycée de Hibiya, qui étaient sous son influence.
D'abord appelé « Association trotskyste japonaise », il se renomma en décembre 1958 « Parti communiste internationaliste ». Il mène des campagnes d'adhésion dans les sections de district du Parti socialiste. Ces activités étant modérées, Ōta fut expulsé du parti comme « provocateur anti-organisation » quand il appela soudainement à un soulèvement armé le 22 juin 1960 devant le tournant sécuritaire du gouvernement. Il fut réhabilité en 1963 et réintégré.
Le PCI se réunifia en 1965 avec la Ligue communiste révolutionnaire du Japon et prit le nom de Ligue communiste révolutionnaire du Japon (Quatrième Internationale). Il évolue de plus en plus vers la violence révolutionnaire et scissionne en 1967 avec un groupe qui se baptise Section japonaise de la Quatrième Internationale (fraction bolchevik-léniniste), et dont le but est d'organiser le soulèvement armé contre l'État japonais via les « comités de préparation au soulèvement armé », organisations de masses implantées parmi les ouvriers. Il écrit cette année-là son premier ouvrage, La révolution mondiale (Sekai Kakumez'), qui prônait la « révolution de la misère » par le sous-prolétariat des pays industrialisés et les masses du Tiers-Monde.
Il finit par former la section japonaise de la Quatrième Internationale en 1967, mais la quitte peu après, puis rompt avec le marxisme en 1971. 
En 1971, impressionné par un film sur les Aïnous, il devint un soutien de leur cause et appela à leur libération par la violence, notamment en 1972 quand il déclara la condamnation à mort du maire de Shiraoi et du gouverneur d'Hokkaido. Lui et le chef de file de la Ligue de libération des Aïnous sont tous deux arrêtés pour incitation à l'émeute et se rejettent la responsabilité l'un sur l'autre.
La police japonaise le soupçonna d'être le chef du Front armé anti-japonais d'Asie de l'Est en 1974 après l'attentat à la bombe contre Mitsubishi, mais son innocence fut rapidement prouvée.
En 1986, il est candidat aux élections sénatoriales pour le petit Parti vert japonais. Il écrit de nombreux livres sur l’écologie et la condition animale, demandant en particulier l'abolition de l'élevage, et un sur les O.V.N.I..
Il adhère en 1987 à la Ligue pour la Restauration Impériale Planétaire, fondée en 1980.
Dans les années 1990, il est devenu connu comme l'un des principaux éditeurs d'écrits antisémites, et de théories du complot sur le « complot juif » au Japon, ainsi que d'écrits controversés sur les effets destructeurs de l'occidentalisation, incluant des théories sur l'esthétique et la supériorité morale des femmes japonaises sur les femmes occidentales. Il s'est également décrit lui-même comme philosophe bouddhiste. Il se rattache, durant cette période de sa vie, explicitement à l'ultra-nationalisme. 
Il meurt en 19 mai 2009 d'une péritonite.

## Affiliations
Il a été le dirigeant des associations suivantes :
- l'Académie de la vie naturelle (天寿学会, Tenju Gakkai) ;
- l'Académie de critique de la civilisation (文明批判学会, Bunmei Hihan Gakkai) ;
- l'Institut pour la vérification historique (歴史修正研究所, Rekishi Shūsei Kenkyūjo) ;
- l'Institut de stratégie universelle (宇宙戦略研究所, Uchū Senryaku Kenkyūjo) ;
- la Ligue de restauration de la Terre (地球維新連盟, Chukyū Ishin Renmei).

Il est également l'auteur de Théorie des OVNIS et des civilisations spatiales :  Perspectives pour la science du XXIe siècle.